# Senatsbibliothek Berlin
Die Senatsbibliothek Berlin (kurz: Sebi) war eine wissenschaftliche Spezialbibliothek für die Verwaltung des Landes Berlin und die allgemeine interessierte Öffentlichkeit.

## Geschichte
Die Senatsbibliothek Berlin, im Dezember 1948 ursprünglich als Verwaltungsbücherei gegründet, ab 1949 zentrale wissenschaftliche Behördenbibliothek für die drei Westsektoren Berlins im Haus des ehemaligen Deutschen Gemeindetages (später: Ernst-Reuter-Haus), erhielt 1951 ihren Namen. Neben institutionellen Nutzenden stand die Bibliothek stets auch der allgemeinen Öffentlichkeit zur Verfügung.
Die Senatsbibliothek Berlin entwickelte sich in den über 70 Jahren ihres Bestehens zu einer kommunalwissenschaftlichen Spezialbibliothek für die Bundesrepublik Deutschland. Sie pflegte im Auftrag der Deutschen Forschungsgemeinschaft (DFG) die Sondersammelgebiete Kommunalwissenschaften, deutschsprachiger Bereich (1968-2010) sowie Nichtkonventionelle Materialien zu Städtebau, Landesplanung, Raumordnung aus dem deutschsprachigen Bereich (1972-2010). Von 1964 bis 1990 war die Senatsbibliothek Berlin Herausgeberin bzw. von 1990 bis 1995 Mitherausgeberin der Berlin-Bibliografie und sammelte die Amtlichen Veröffentlichungen des Landes Berlin gemäß der Verordnung über die Ablieferung amtlicher Veröffentlichungen an Bibliotheken vom 16. März 2007.
Die Senatsbibliothek Berlin arbeitete eng mit dem Deutschen Institut für Urbanistik (Difu) zusammen, das den kommunalwissenschaftlichen Bestand der Bibliothek in seiner Literaturdatenbank ORLIS verzeichnete. 2001 übernahm die Senatsbibliothek Berlin das Bibliotheksbauarchiv aus dem Ehemaligen Deutschen Bibliotheksinstitut, das 2015 an die Bibliothek der Hochschule für Technik, Wirtschaft und Kultur Leipzig abgeben wurde.
Im Jahr 2005 wurde die Senatsbibliothek Berlin organisatorisch in die Stiftung Zentral- und Landesbibliothek Berlin (ZLB) eingegliedert. Der Umzug an den neuen Standort im Haus Berliner Stadtbibliothek erfolgte Anfang 2011, die Wiedereröffnung mit erweiterten Öffnungszeiten im Mai 2011. Der gesamte Bestand der Senatsbibliothek Berlin (ca. 500.000 Medien) wurde in die ZLB aufgenommen und ist im Verbund der Öffentlichen Bibliotheken Berlins (VÖBB) recherchierbar.
Die Senatsbibliothek Berlin entwickelte auch innerhalb der ZLB ihren Bestand an Fachliteratur und Fachinformation in gedruckter sowie zunehmend in digitaler Form weiter, insbesondere in den Bereichen Kommunalwissenschaften sowie Städtebau, Landesplanung und Raumordnung, den Themen Umwelt und Klima, öffentliche Verwaltung sowie zum gesamten Fachgebiet Recht, wobei das Verwaltungsrecht einen Schwerpunkt bildete.
Neben dem Service für Angehörige öffentlich-rechtlicher Institutionen, u. a. der Berliner Verwaltung und der Kommunen in Bund und Ländern, orientierte sich die Bibliothek mit ihrer Fachkompetenz, ihrem Bestand, ihren Katalogen und ihrem Angebot an juristischen und kommunalwissenschaftlichen Datenbanken stets in besonderem Maße an den Wünschen der Bibliotheksnutzenden. Eine hohe Qualität der bibliothekarischen Services war allen Leitenden der Senatsbibliothek Berlin immer ein besonderes Anliegen, so auch der letzten langjährigen Leiterin Marion Hecker-Voß, und hatte stets absolute Priorität.
Ende 2022 wurde die Senatsbibliothek Berlin als organisatorische Einheit innerhalb der ZLB aufgelöst. Die von ihr verantworteten Fachgebiete Kommunalwissenschaften und Recht werden in der ZLB jedoch fortgeführt und weiterentwickelt.

## Leitung der Bibliothek
1948-1953 Leo Horwitz
1953-1955 Dr. Ernst Kaeber
1955-1962 Dr. Konrad Kettig
1962-1988 Dr. Rainald Stromeyer
1988-1991 Dr. Peter Liebenow
1991-1996 Prof. Dr. Claudia Lux
1997-2022 Marion Hecker-Voß